# Roter Kavallerist
Krasny kawalerist (russisch Красный кавалерист, wiss. Transliteration Krasnyj kavalerist; „Roter Kavallerist“ bzw. „Der rote Kavallerist“) war eine russischsprachige Zeitung der Reiterarmee unter dem Kommando von Semjon Budjonny (1883–1973) während des Polnisch-Sowjetischen Krieges, die der JugROSTA (russisch ЮгРОСТА) von Odessa unterstand, als deren Korrespondent Isaak Babel (unter Pseudonym) zum Polenfeldzug antrat.